# Chevrolet HHR
O HHR (sigla que significa Heritage High Roof) é um utilitário esportivo compacto da Chevrolet, fabricado no México e vendido exclusivamente no mercado americano. Sua plataforma e suspensão são baseadas no Cobalt, e seu motor derivado do Astra, da Opel alemã.